# Белль и Себастьян: Друзья навек
«Белль и Себастьян: Друзья навек» — французский фильм режиссёра Кловиса Корнильяка. Третья часть фильма Николя Ванье «Белль и Себастьян» выпущенная в 2018 году. Впервые был показан на кинофестивале имени братьев Люмьер в Лионе 21 октября 2017 года. Первая часть «Белль и Себастьян» вышла в 2013, вторая часть «Белль и Себастьян: Приключение продолжается» вышла в 2015 году. Во всех трёх фильмах снялся ребёнок-актер Феликс Босуэ, сыгравший маленького сироту Себастьяна, который подружился с пиренейской горной собакой Белль. Съемки стартовали 16 января 2017 года во французском регионе Бриансон, а затем проходили в Верхнем Морьен-Вануазе и департаменте Юра.

## Сюжет
Себастьян хорошо подрос и почти не прогуливает школу. Пиренейская горная собака Белль родила щенков. Неожиданно один незнакомый мужчина говорит, что Белль — его собака. Он внезапно крадет собаку и её щенков. Себастьян пытается вернуть свою красавицу.

## Премии
| Премия                 | Номинация    | Итог      |
| ---------------------- | ------------ | --------- |
| Кинофестиваль в Сиэтле | Лучший фильм | Номинация |